# Vallmyrtjärnen (Jokkmokks socken, Lappland)
Vallmyrtjärnen är en sjö i Jokkmokks kommun i Lappland som ingår i Luleälvens huvudavrinningsområde.